# Дикое (озеро, Таборинский район)
Ди́кое — озеро в Таборинском муниципальном районе Свердловской области. Озеро Дикое с окружающими лесами — ландшафтный заказник регионального значения, площадь охраняемой территории 4073 га.

## Географическое положение
Дикое расположено в 2,5 километрах к северо-западу от деревни Емельяшевка, в междуречье рек Таборинка и Большая Емельяшевка (правый приток реки Тавда). Озеро площадью 11 км², с уровнем воды — 81,3 метра, глубина — 2 метра, площадь водосбора — 33,2 км². У юго-западного берега озера расположено болото Маркова Дубрава.

## Описание
Озеро имеет сток — ручей (приток реки Большая Емельяшевка). На дне находится большое количество сапропеля. В озере водится щука, карась, язь, линь, окунь, чебак, и гнездится водоплавающая птица.

## Данные водного реестра
По данным государственного водного реестра России, озеро Дикое относится к Иртышскому бассейновому округу, водохозяйственный участок реки — Тавда от истока и до устья, без реки Сосьва от истока до водомерного поста у деревни Морозково, речной подбассейн реки — Тобол. Речной бассейн реки — Иртыш.
Код объекта в государственном водном реестре — 14010502511111200012725.